# 明斯特行政区
明斯特行政区（德語：Regierungsbezirk Münster）是德国北莱茵-威斯特法伦州的5个行政区之一，首府明斯特。

## 行政区划
明斯特行政区下设5个县：
1. 博尔肯县（Kreis Borken），首府博尔肯（Borken）
2. 科斯费尔德县（Kreis Coesfeld），首府科斯费尔德（Coesfeld）
3. 雷克林豪森县（Kreis Recklinghausen），首府雷克林豪森（Recklinghausen）
4. 施泰因富特县（Kreis Steinfurt），首府施泰因富特（Steinfurt）
5. 瓦伦多夫县（Kreis Warendorf），首府瓦伦多夫（Warendorf）

明斯特行政区下设3个非县辖城市：
1. 博特罗普市（Bottrop）
2. 盖尔森基兴市（Gelsenkirchen）
3. 明斯特市（Münster）